# Gale Storm
Gale Storm (gebürtig: Josephine Owaissa Cottle; * 5. April 1922 in Bloomington, Victoria County, Texas; † 27. Juni 2009 in Danville, Kalifornien) war eine US-amerikanische Schauspielerin und Sängerin.

## Die ersten Jahre
Der Vater von Gale, William Walter Cottle, starb bereits, als sie 13 Monate alt war. Ihre Mutter, Minnie Corina Cottle, musste sich daraufhin bemühen, ihre fünf Kinder allein aufzuziehen. Sie versuchte sich in Näharbeiten, eröffnete dann einen Modewarensalon in der Nähe von McDade, der aber keinen Erfolg hatte. Daraufhin zog die Familie nach Houston.
Josephine wurde eine vollendete Rollschuhfahrerin und Tänzerin. In der Junior High und der High School besuchte sie die Schauspielgruppe. Als sie 17 Jahre alt war und das letzte Jahr die High School besuchte, trieben sie zwei ihrer Lehrer an, am „Gateway to Hollywood Contest“, ausgerichtet von der CBS Radio Station in Hollywood, teilzunehmen, da der erste Preis ein Einjahresvertrag mit einem Filmstudio war. Schließlich gewann sie und wurde von nun an „Gale Storm“ genannt, während ihr Aufführungspartner Lee Bonell aus South Bend, den sie später heiratete, Terry Belmond wurde.

## Hollywood-Karriere
Nachdem Storm den Wettbewerb gewonnen hatte, erhielt sie einen Studiovertrag bei RKO Pictures. Nachdem sie dort allerdings nur wenige gute Rollen erhalten hatte, arbeitete sie fortan hauptsächlich für B-Movie-Filmstudios wie Monogram Pictures und Republic Pictures. Sie spielte anschließend in insgesamt fast 50 Filmen mit, in der Regel in der Rolle der liebenswürdigen jungen Frau, in die sich der Hauptdarsteller verliebt. 1945 spielte sie in der romantischen Musikkomödie Sunbonnet Sue die Titelrolle der Sue Casey, wo sie sang, tanzte und steppte.
Ihren großen Durchbruch sollte Gale Storm allerdings erst durch das in den 1950er-Jahren in den USA populär werdende Fernsehen erleben: Von 1952 bis 1955 spielte sie sehr erfolgreich in der Fernsehserie My Little Margie mit, die es auf 126 Episoden brachte. Unmittelbar nach Ende der Serie folgte The Gale Storm Show (auch bekannt als Oh! Susanna), welche zwischen 1956 und 1960 insgesamt 143 Episoden lang lief. Beide Shows wurden später mehrfach im amerikanischen Fernsehen wiederholt.
1954 wurde Randy Wood, Präsident von Dot Records, auf Gale Storm aufmerksam, als seine zehnjährige Tochter eine Sonntagabend-Comedy-Show sah, in der Storm ein Lied sang. Randy Wood gefiel ihr Gesang so sehr, dass er sie schnellstens unter Vertrag nahm (angeblich rief er noch während der Show bei ihr an). Ihre erste Platte, I Hear You Knocking (ein Cover eines Rhythm-and-Blues-Erfolgsliedes von Smiley Lewis, dessen Song wiederum auf dem alten Buddy-Bolden-Klassiker The Bucket’s Got A Hole In It basiert) wurde über eine Million Mal verkauft und gelangte auf Platz 3 der Billboard Hot 100. 1957 folgte eine Ballade über verlorene Liebe, Dark Moon, die auf Platz fünf der US-Charts landete. In ihrer musikalischen Karriere hatte Gale Storm elf Top-100-Lieder in der amerikanischen Hitparade und trat in zahlreichen Bühnenschauspielen auf.
Nach dem Ende ihrer Gale Storm Show 1960 gab Storm noch Konzerte und trat in Theaterstücken auf, ihre Popularität ließ aber zusehends nach. Sie zog sich schließlich weitgehend ins Privatleben zurück, um sich um ihre Familie zu kümmern. Gale Storm hat seit 1960 drei Sterne auf dem Hollywood Walk of Fame für ihre Leistungen in den Bereichen Radio, Musik und Fernsehen.

## Späteres Leben und Familie
1981 veröffentlichte Gale ihre Autobiografie, I Ain’t Down Yet, in dem sie unter anderem auch den Kampf gegen ihre Alkoholsucht beschrieb.
Gale Storm war von 1941 bis zu dessen Tod mit dem Schauspieler und späteren Geschäftsmann Lee Bonnell (1918–1986) verheiratet, mit dem sie vier Kinder hat. Zwei Jahre nach Bonnells Tod heiratete sie Paul Masterson (1917–1996), der ebenfalls vor ihr starb. Gale Storm starb im Juni 2009 im Alter von 87 Jahren nach längerer Krankheit.

## Filmografie (Auswahl)
- 1940: Tom Brown’s School Days
- 1942: Smart Alecks
- 1943: Revenge of the Zombies
- 1943: Campus Rhythm
- 1945: G. I. Honeymoon
- 1945: Sunbonnet Sue
- 1946: Swing Parade of 1946
- 1947: Ein Leben wie ein Millionär (It Happened on 5th Avenue)
- 1948: Achtung! Atomspione! (Walk a Crooked Mile) (Stimme auf Tonband)
- 1948: Abenteuer im Wilden Westen (The Dude Goes West)
- 1949: Weiße Banditen (Stampede)
- 1949: Abandoned
- 1950: Der Gangsterboß von Rocket City (The Underworld Story)
- 1950: Verfemt (The Kid from Texas)
- 1950: Ärger in Cactus Creek (Curtain Call in Cactus Creek)
- 1950: Zwischen Mitternacht und Morgen (Between Midnight and Dawn)
- 1951: Grenzpolizei in Texas (The Texas Rangers)
- 1952: Faustrecht in Minnesota (Woman of the North Country)
- 1952–1955: My Little Margie (Fernsehserie, 126 Folgen)
- 1956–1960: The Gale Storm Show: Oh! Susanna (Fernsehserie, 126 Folgen)
- 1964, 1965: Amos Burke (Fernsehserie, 2 Folgen)
- 1979, 1987: Love Boat (Fernsehserie, 2 Folgen)
- 1989: Mord ist ihr Hobby (Murder, She Wrote; Fernsehserie, Folge Something Borrowed, Someone Blue)

## Diskografie

### Alben
- 1956: Presenting Gale Storm
- 1956: Sentimental Me
- 1959: Softly And Tenderly

### Singles
- 1955: I Hear You Knocking / Never Leave Me (Dot 15412)
- 1955: Memories Are Made of This / Teen Age Prayer (Dot 15436)
- 1956: Why Do Fools Fall in Love / I Walk Alone (Dot 15448)
- 1956: I Ain’t Gonna Worry / Ivory Tower (Dot 15458)
- 1956: Tell Me Why / Don’t Be That Way (Dot 15474)
- 1956: Now Is The Hour / A Heart Without A Sweetheart (Dot 15492)
- 1956: My Heart Belongs To You / Orange Blossoms (Dot 15515)
- 1957: Lucky Lips / On Treasure Island (Dot 15539)
- 1957: Dark Moon / A Little Too Late (Dot 15558)
- 1957: On My Mind Again / Love By The Jukebox Light (Dot 15606)
- 1957: Go ’Way From My Window / Winter Warm (Dot 15666)
- 1957: I Get That Feeling / A Farewell To Arms (Dot 15691)
- 1957: You / Angry (Dot 15734)
- 1957: South Of The Border / Soon I’ll Wed My Love (Dot 15783)
- 1958: Oh Lonely Crowd / Happiness Left Yesterday (Dot 15861)
- 1958: I Need You So / On Treasure Island (Dot 16057)
- 1958: Please Help Me I’m Falling / He Is There (Dot 16111)

## Auszeichnungen
- Vier Sterne auf dem Hollywood Walk of Fame